# ルイス・モロー・ゴットシャルク
ルイス・モロー・ゴットシャルク（Louis Moreau Gottschalk, 1829年5月8日ニューオーリンズ - 1869年12月18日リオ・デ・ジャネイロ）はアメリカ合衆国の作曲家・ピアニスト。超絶技巧を凝らしたピアノ曲が有名。姓は、ガ[ッ]チョーク、ゴ[ッ]チョーク などとも表記される。

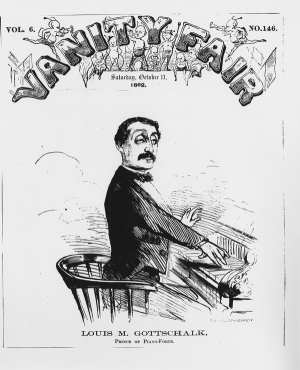
ゴットシャルクを描いた、『バニティ・フェア』1862年10月11日号の表紙。「ピアノのプリンス (Prince of the Piano-Forte)」と記されている。

## 経歴
郷里でさまざまな音楽伝統に触れる。家族はクレオール人街に居住しており、祖母ビュレー（Buslé）と乳母サリー（Sally）はクレオールだった。父親はイギリス出身のユダヤ人であるが、ハーヴァード大学に学んだ商人である。
幼児期からピアノを弾き始め、間もなくニューオーリンズの体制派によって神童と認められるに至った。1840年に非公式デビューを果たす。それからわずか2年後にアメリカを離れて渡欧し、芸術上の野望を果たすうえで必要な専門教育を受けるべく、パリ音楽院に入学を志願するが拒否され、結局のところは知人を通して、音楽界の権威に接見する権利を得ただけだった。しかしこの間に行なった演奏会では、ショパンから「行く末はピアノの帝王」と呼ばれ、ベルリオーズにも注目された。
1853年に帰国すると、翌1854年の長期間のキューバ入りを皮切りに、中南米の各地を遍歴した。1860年代にはヴィルトゥオーゾのピアニストとして名をなしたが、 1865年に、オークランドの女学生とスキャンダラスな情事を結んだと疑われ、アメリカを去らざるを得なくなった。ゴッチョークは再び南米に渡ることにし、同地で頻繁に演奏会を催した。このような演奏会の最中に、1869年11月24日リオ・デ・ジャネイロで、虫垂炎の結果、虚脱状態に陥った。そう至るまでに多くの手が尽くされ、ゴッチョークは自作の《死 Morte!!》を演奏したが、まさに次の曲目《トレモロ"Tremolo"》を演奏しようとした時に、発症したのだった。ゴッチョークは容態を快復することのないまま、それから3週間後に逝去した。遺体は1870年になってニューヨーク・ブルックリンのグリーン＝ウッド墓地（Green-Wood Cemetery）に埋葬された。
ゴッチョーク自身に「国民楽派」という理念があったかどうかは不明だが、中南米やカリブ海、南米のさまざまな民族音楽をベースに、独自のロマンティックな作品を作曲した。一方、いくつかのサロン・ピースでは、ショパンやシューマンの影響を受け、センチメンタルな曲調の作品を多く作曲した。またゴッチョークは南部の出身者で、日常的にフランス語を使っていたにもかかわらず、過酷な奴隷制に反対し、南北戦争では北部支持の一人だったという。クオドリベットを用いたピアノ曲『連邦 Union』（1864年、リンカーン大統領夫妻への御前演奏にて初演）は、こうしたゴッチョークの一面をよく物語っている。この曲はアメリカ国歌、アメリカ民謡の「ヤンキードゥードゥル」と「コロンビア万歳（ヘイル・コロンビア）」によるパラフレーズであり、クライマックスではこの2曲が同時に進行する。
2曲の交響曲や3曲のオペラなどの大作も残したが、そのほとんどが未出版だったうえ海外で急死したこともあって大半が散逸してしまい、現在では後世の補筆・編曲により演奏・録音が行われている。

## 作品
ピアノ曲
- 「マンチャの響き」
- 「ユニオン（連邦）」
- 「バンジョー」
- 「大タランテラ」
- 「プエルトリコの思い出」

その他
- 交響曲第1番